# 帕卡賴馬
帕卡賴馬（葡萄牙語：Pacaraima），是巴西的城鎮，位於該國北部，由羅賴馬州負責管轄，始建於1995年10月17日，面積8,028平方公里，海拔高度920米，2014年人口11,667，人口密度每平方公里1.45人。